# Perliodes nigrogranulosus
Perliodes nigrogranulosus är en insektsart som beskrevs av Ludwig Redtenbacher 1906. Perliodes nigrogranulosus ingår i släktet Perliodes och familjen Pseudophasmatidae. Inga underarter finns listade i Catalogue of Life.